# Sid Tanenbaum
Sidney Harold Tanenbaum, detto Sid (New York, 8 ottobre 1925 – New York, 4 settembre 1986), è stato un cestista statunitense, professionista nella ABL e nella BAA.